# Finding God Before God Finds Me
Finding God Before God Finds Me è il secondo album in studio del gruppo musicale statunitense Bad Omens, pubblicato il 2 agosto 2019 dalla Sumerian Records.

## Descrizione
Si tratta della prima pubblicazione del gruppo come quartetto a seguito dell'abbandono del bassista Vincent Riquier avvenuta nel luglio 2018. Le parti di basso sono state pertanto curate da Nicholas Ruffilo, con Joakim Karlsson rimasto come unico chitarrista.
Il 17 gennaio 2020 l'album è stato ripubblicato in edizione deluxe con l'aggiunta dei singoli Never Know e Limits (il primo dei quali estratto come singolo di lancio il 17 dicembre 2019) e la cover di Come Undone dei Duran Duran.

## Tracce
Testi e musiche di Bad Omens.
1. Kingdom of Cards – 4:21
2. Running in Circles – 3:56
3. Careful What You Wish For – 4:32
4. The Hell I Overcame – 3:34
5. Dethrone – 3:29
6. Blood – 3:50
7. Mercy – 5:17
8. Said & Done – 3:24
9. Burning Out – 4:25
10. If I'm There – 5:21

Tracce bonus nell'edizione deluxe
1. Never Know – 3:33
2. Limits – 3:27
3. Come Undone – 4:21 – originariamente interpretata dai Duran Duran

## Formazione
Hanno partecipato alle registrazioni, secondo le note di copertina:
Gruppo
- Noah Sebastian – voce
- Joakim Karlsson – chitarra
- Nicholas Ruffilo – basso
- Nick Folio – batteria

Altri musicisti
- Chè Best – voce aggiuntiva (tracce 1 e 10)
- Lynn Rose – voce aggiuntiva (tracce 1 e 10)
- Zoe Zobrist – voce aggiuntiva (tracce 2 e 10)
- Mairin Deasy – violino aggiuntivo (tracce 6 e 7)
- Christian Thompson – chitarra aggiuntiva (traccia 8)

Produzione
- Noah Sebastian – produzione, ingegneria del suono
- Joakim Karlsson – produzione, ingegneria del suono
- Alex Prieto – missaggio, ingegneria del suono
- Mike Kalajian – mastering
- Brendan Collins – assistenza all'ingegneria del suono e al missaggio
- Ryan Potesta – assistenza all'ingegneria del suono
- Cody Landers – assistenza al missaggio

## Classifiche
| Classifica (2019)         | Posizione massima |
| ------------------------- | ----------------- |
| Stati Uniti (heatseekers) | 4                 |
| Stati Uniti (independent) | 12                |